# Present of the Voice 2
Present of the Voice 2 é o décimo álbum de estúdio da carreira solo de Masaaki Endoh. Foi lançado em 12 de dezembro de 2018 pela Lantis e possui 8 faixas.

## Produção
Seguindo a premissa de Present of the Voice, este disco contém versões acústicas de algumas canções de sua carreira, mas desta vez, há músicas inéditas também.

## Recepção
O CD Journal analisou o álbum e elogiou a capacidade do vocal do cantor, dizendo que "não é porque é acústico que gritar seja algo fácil", também diz que Endoh "transmite um espírito ardente".
O álbum chegou à 74ª posição da Billboard Japan.

## Faixas
| N.º            | Título                                                                | Letras         | Música           | Arranjo                         | Duração |  |
| 1.             | "Waiting for you ~Harumachizuki Kimi wo Omou~"                        | Masaaki Endoh  | M. Endoh         | Youichi Matsuo                  | 2:12    |  |
| 2.             | "Vital" (do anime de Satsuriku no Tenshi)                             | Jin            | Jin              | Ryo Deguchi e Kyouichi Miyazaki | 5:20    |  |
| 3.             | "Bakuryu Sentai Abaranger" (de Bakuryu Sentai Abaranger)              | Yumi Yoshimoto | Takafumi Iwasaki | Hidefumi Kawai                  | 5:21    |  |
| 4.             | "Warai no Arika"                                                      | M. Endoh       | M. Endoh         | Hirofumi Miyake                 | 4:55    |  |
| 5.             | "FINAL Cross Fight Garo" (de CR GARO Final)                           | M. Endoh       | M. Endoh         | R. Deguchi e K. Miyazaki        | 4:26    |  |
| 6.             | "Sora wo Yuku Tomoshibi no Uta" (de Muv-Luv Unlimited: The Day After) | Aki Hata       | H. Miyake        | Shiho Terada                    | 5:00    |  |
| 7.             | "Fellows" (de Carnival Phantasm)                                      | Keita Haga     | KATE             | Masaki Suzuki                   | 4:21    |  |
| 8.             | "HAPPY XMAS SONG (Work is over)"                                      | M. Endoh       | H. Miyake        | H. Miyake                       | 4:30    |  |
| Duração total: | Duração total:                                                        | Duração total: | Duração total:   | Duração total:                  | 36:05   |  |